# Guadalupe Victoria Valsequillo
Guadalupe Victoria Valsequillo är en ort i Mexiko.   Den ligger i kommunen Puebla och delstaten Puebla, i den sydöstra delen av landet, 120 km sydost om huvudstaden Mexico City. Guadalupe Victoria Valsequillo ligger 2 110 meter över havet och antalet invånare är 483.
Terrängen runt Guadalupe Victoria Valsequillo är kuperad åt sydost, men åt nordväst är den platt. Terrängen runt Guadalupe Victoria Valsequillo sluttar söderut. Runt Guadalupe Victoria Valsequillo är det ganska tätbefolkat, med 62 invånare per kvadratkilometer. Närmaste större samhälle är Puebla de Zaragoza, 16,8 km nordväst om Guadalupe Victoria Valsequillo. Trakten runt Guadalupe Victoria Valsequillo består till största delen av jordbruksmark.